# Neichen (Bad Münstereifel)
Neichen is een plaats in de Duitse gemeente Bad Münstereifel, deelstaat Noordrijn-Westfalen.
Tot 1969 behoorde Neichen tot de dan opgeheven zelfstandige gemeente Effelsberg.